# Андре Перейра Гонсалвеш
Андре Перейра Гонсалвеш (порт. André Pereira Gonçalves; нар. 16 травня 2003, Лісабон, Португалія) — португальський футболіст, нападник та лівий вінґер житомирського «Полісся».

## Клубна кар'єра
Народився в Лісабоні. На юнацькому та молодіжному рівні виступав за «КР Фут», «Сакавененсе» та «Спортінг» (Лісабон).
На початку липня 2022 року переведений до резерної команди «Спортінга» (Лісабон). Дебютував за резервну команду «Спортінга» 20 серпня 2022 року в програному (2:3) домашньому поєдинку 1-го туру групи Б Ліги 3 проти «Монкарапашенсе». Андре вийшов на поле в стартовому складі, а на 55-й хвилині його замінив Афонсу Морейра. У сезоні 2022/23 років зіграв 4 матчі в чемпіонаті Португалії, а наступного сезону — лише один поєдинок.
Наприкінці січня 2024 року вільним агентом перейшов у «Ештуріл», але грав переважно за команду U-23. За першу команду дебютував 20 жовтня 2024 року в нічийному (0:0) виїзному поєдинку 3-го раунду кубку Португалії проти «Лузітану». Гонсалвеш вийшов на поле на 96-й хвилині замість кабовердійця Фабрісіу Андраде. Цей поєдинок виявився єдиним для молодого атакувального гравця у футболці «Ештуріла».
1 лютого 2025 року підписав 3-річний контракт з можливістю продовження ще на один рік з «Поліссям».

## Кар'єра в збірній
На міжнародному рівні дебютував за Португалію за збірну U-15 24 квітня 2018 року в переможному (5:0) товариському матчі проти юнацької збірної Норвегії (U-15). Андре вийшов на поле на 44-й хвилині замість Жоельсона Фернандеша. Єдиним голом за юнацьку збірну Португалії 27 квітня 2018 року на 65-й хвилині нічийного (2:2) виїзного поєдинку проти юнацької збірної Австрії (U-15). Гонсалвеш вийшов на поле на 60-й хвилині замість Жоельсона Фернандеша. У складі команди U-15 відзначився 1-м голом у 5-ти матчах. Також грав за юнацькі збірні Португалії (U-16) та (U-17).